# 奥博德
奥博德，是匈牙利包尔绍德-奥包乌伊-曾普伦州所辖的一个村。总面积31.17平方公里，总人口235，人口密度7.5人/平方公里（2011年1月1日）。